# Pankraz Labenwolf
Pankraz Labenwolf, född 1492, död 20 september 1563, var en tysk bronsgjutare, verksam i Nürnberg. Han var far till Georg Labenwolf (död 1587), även han bronsgjutare i Nürnberg.
Labenwolf var troligen lärjunge till Peter Vischer den äldre och fick en mängd beställningar även i utlandet. Med säkerhet tillskrivs han utsmyckningen till brunnen på rådhusgården i Nürnberg.